# Jean-René Ouellet
Jean-René Ouellet est un acteur québécois né à Beauport Québec le 15 octobre 1947.

## Filmographie
- 1970 : Les Belles Histoires des pays d'en haut : Pacifique « Phique » Devreux
- 1973 : On n'engraisse pas les cochons à l'eau claire : Bob Tremblay
- 1973 : Ultimatum : Arthur
- 1974 : Par une belle nuit d'hiver
- 1974 : Je t'aime : Jerome Demers
- 1977 : Symphorien, Cambrioleur de banque
- 1977 : Les As (série télévisée) : Roger Desruisseaux
- 1977 : Panique
- 1980 : Le Temps d'une paix (série télévisée) : Ben Fournier
- 1982 : La Bonne Aventure (série télévisée) : Hubert Girard
- 1982 : Les Yeux rouges : Louis
- 1982 : Terre Humaine : Christian Cantin
- 1983 : The Deadly Game of Nations (voix)
- 1984 : Laurier (feuilleton TV)
- 1987 : Lorenzaccio (TV)
- 1990 : Watatatow (série télévisée) : Bernard Auclair
- 1990 : Cormoran (série télévisée)
- 1993 : Zap (série télévisée) : Germain Chagnon
- 1993 : Le Sexe des étoiles : le dragueur
- 1994 : Craque la vie! (TV) : monsieur Dumais
- 1994 : Mon amie Max : Jacques
- 1995 : Les Machos (série télévisée)
- 1997 : Paparazzi (série télévisée) : Dr Serge Sabourin
- 1997 : La Conciergerie : Zachary Osborne
- 1998 : Le Cœur au poing
- 2001 : The Score : André
- 2002 : Lance et compte : Nouvelle Génération (série télévisée) : maire de Québec
- 2003 : Les Enfants du feu (série télévisée) : Itak (voix)
- 2003 : Les Invasions barbares : Dr Dubé
- 2005 : Les Boys 4 : père de Christopher
- 2006 : Histoire de famille : sergent Labelle
- 2007 : L'Âge des ténèbres : le patrouilleur de la SQ